# Кун-Рапідс (Айова)
Кун-Рапідс (англ. Coon Rapids) — місто (англ. city) в США, в округах Керролл і Гатрі штату Айова. Населення — 1300 осіб (2020).

## Географія
Кун-Рапідс розташований за координатами 41°52′29″ пн. ш. 94°40′42″ зх. д. / 41.87472° пн. ш. 94.67833° зх. д. (41.874768, -94.678454).  За даними Бюро перепису населення США в 2010 році місто мало площу 4,62 км², уся площа — суходіл.

## Демографія
Згідно з переписом 2010 року, у місті мешкало 1305 осіб у 550 домогосподарствах у складі 337 родин. Густота населення становила 283 особи/км².  Було 613 помешкання (133/км²).
Расовий склад населення:
| - 97,7 % — білих - 0,1 % — корінних американців - 0,1 % — чорних або афроамериканців - 1,4 % — осіб інших рас |

До двох чи більше рас належало 0,8 %. Частка іспаномовних становила 3,3 % від усіх жителів.
За віковим діапазоном населення розподілялося таким чином: 25,9 % — особи молодші 18 років, 50,7 % — особи у віці 18—64 років, 23,4 % — особи у віці 65 років та старші. Медіана віку мешканця становила 41,3 року. На 100 осіб жіночої статі у місті припадало 88,9 чоловіків;  на 100 жінок у віці від 18 років та старших — 85,6 чоловіків також старших 18 років.
Середній дохід на одне домашнє господарство  становив 58 879 доларів США (медіана — 44 674), а середній дохід на одну сім'ю — 72 480 доларів (медіана — 58 958). Медіана доходів становила 49 583 долари для чоловіків та 38 393 долари для жінок. За межею бідності перебувало 16,8 % осіб, у тому числі 26,6 % дітей у віці до 18 років та 10,1 % осіб у віці 65 років та старших.
Цивільне працевлаштоване населення становило 609 осіб. Основні галузі зайнятості: освіта, охорона здоров'я та соціальна допомога — 24,8 %, роздрібна торгівля — 14,1 %, виробництво — 13,8 %.